# Marleen Sanderse
Marleen Sanderse (Marknesse, 20 augustus 1976) is een Nederlands ambtenaar, politica en bestuurster. Ze is lid van het CDA. Sinds 18 september 2020 is ze burgemeester van Hattem.

## Bestuurlijke functies
Aan het begin van haar studie was Sanderse gedurende enkele maanden huisgenoot van partij- en ambtgenoot Danny de Vries. Tijdens haar studie roeide zij bij D.R.V. Euros. Na de studie bestuurskunde was zij van 1999 tot 2002 bij het ministerie van Economische Zaken, Landbouw en Innovatie werkzaam als trainee. Van 2005 tot 2014 was zij bestuursambtenaar bij de gemeente Almere. Van 2009 tot 2011 volgde zij de Master Metropool aan de Nederlandse School voor Openbaar Bestuur (NSOB) en zij behaalde de titel Master of City Administration (MCA).
Zij was fractievoorzitter van het CDA in de gemeenteraad van Naarden van 2011 tot 2014. Van 2014 tot 2018 was zij wethouder, eerst in Naarden en na de fusie van Naarden met Bussum en Muiden per 1 januari 2016 wethouder in de gemeente Gooise Meren. Vanaf 2018 was zij adjunct afdelingsmanager Stedelijk beleid bij de gemeente Almere. Van 27 mei 2019 tot 11 november 2019 was zij duo-commissielid van Noord-Holland. Sindsdien was zij Statenlid van Noord-Holland. Op 14 september 2020 nam zij afscheid als Statenlid van Noord-Holland.
Op 22 juni 2020 werd Sanderse door de gemeenteraad van Hattem voorgedragen als burgemeester van deze gemeente. Op 31 augustus 2020 werd bekendgemaakt dat de minister van Binnenlandse Zaken en Koninkrijksrelaties de voordracht heeft overgenomen zodat Sanderse bij koninklijk besluit per 18 september 2020 benoemd kon worden. Op deze datum werd zij geïnstalleerd en beëdigd door de commissaris van de Koning in Gelderland.

## Zomerspelen 2008
Sanderse was paralympisch roeier en voor Nederland als reserve meegegaan naar de Paralympische Zomerspelen 2008 in Peking in het team van de vier met stuurman (LTA4).